# Enrique Guerrero Salom
Enrique Guerrero Salom, né le 28 août 1948 à Carcaixent dans la province de Valence, est un homme politique espagnol.